# Ron Brace
Ronald "Ron" Jeffery Brace III (Springfield, 18 de dezembro de 1986 - 23 de abril de 2016) foi um jogador de futebol americano que jogou no New England Patriots de 2009 a 2012. Brace assinou com o Washington Redskins em 14 de fevereiro de 2013.
Morreu em 23 de abril de 2016, aos 29 anos.